# Alfonso Petrucci
Alfonso Petrucci (Siena, 1491 - Roma, 16 de julho de 1517) foi um cardeal do século XVII.

## Primeiros anos
Nasceu em Siena em 1491. Segundo dos onze filhos de Pandolfo Petrucci, signore de Siena, e de sua segunda esposa, Aurelia Borghese. Os outros irmãos eram Giulio, Borhese, Ludovico, Fabio, Girolama, Sulpizia, Francesco, Giulia, outra filha, e Porzia. Primo do cardeal Raffaello Petrucci (1517).

## Ordens sagradas
Clérigo de Siena. (Nenhuma informação adicional encontrada).

## Episcopado
Eleito bispo eleito de Sovanna, 1º de outubro de 1510; com dispensa de ainda não ter atingido a idade canônica; renunciou ao cargo em 27 de julho de 1513. Consagrado (nenhuma informação encontrada).

## Cardinalato
Criado cardeal sacerdote no consistório de 10 de março de 1511; recebeu o chapéu vermelho em 13 de março de 1511; e o título de S. Teodoro, 17 de março de 1511. Transferido para a sé de Massa Marittima, 1511; ocupou a sé até 22 de junho de 1517, quando foi privado de todos os seus benefícios. Participou do conclave de 1513, que elegeu o Papa Leão X. Após a morte de seu pai, lutou contra seu primo Rafaello pelo governo de Siena; O Papa Leão X ficou do lado deste último, que era seu velho amigo e companheiro durante o exílio; e concedeu-lhe o governo da cidade; isso provocou um ódio ardente no cardeal contra o papa. O cardeal, como vingança, tentou assassinar o papa; ele primeiro pensou em matar o papa abertamente, mas depois decidiu fazê-lo envenenando-o com o medicamento administrado por um médico para curar uma ferida; o cardeal enviou várias cartas do Lácio, para onde se retirou, ao seu secretário Domenico de' Nini de Siena, nas quais revelou os seus planos; as cartas foram descobertas e o secretário foi enviado para a forca. O cardeal foi preso; ele confessou em público no consistório de 22 de junho, 1517; foi privado do cardinalato e de todos os seus benefícios; condenado à morte, foi estranguladoCastello Sant'Angelo , Roma, no dia 16 de julho seguinte (1) .
Morreu em Roma em 16 de julho de 1517. Enterrado no Campo Sancto do castelo.